# Der Kreis
Pour les articles homonymes, voir Le Cercle et Kreis (homonymie).
Der Kreis (« Le Cercle » en français) est un magazine suisse gay publié entre 1932 et 1967 et distribué internationalement. Il se distinguait notamment par l'absence de pornographie.

## Histoire

### Origines
Le journal est lancé en 1932 par Laura Thoma; il porte alors le titre Schweizerisches Freundschaftsbanner (Bannière suisse de l'amitié). Son nom change une première fois en 1937 pour Menschenrecht (Droits humains). Le magazine s'est concentré sur les problématiques lesbiennes, jusqu'au départ de la majorité des rédactrices lesbiennes en 1942, après lequel il s'oriente exclusivement vers la communauté gay. C'est alors que l'acteur Karl Meier reprend le rôle de rédacteur en chef en utilisant le nom de plume « Rolf » et renomme le magazine Der Kreis (Le Cercle).

### Fonctionnement de 1942 aux années 1960
En 1942, le tirage bimensuel du magazine était d'environ 200 copies et en 1957 cette proportion était passée à 1 900 dont 700 abonnés en Europe et aux États-Unis. C'était la seule publication gay disponible en Europe durant la Seconde Guerre mondiale,, bénéficiant du statut neutre de la Suisse vis-à-vis du Troisième Reich.
Der Kreis a été publié en plusieurs langues : il était originellement écrit en allemand, mais une section francophone a été ajoutée en 1942 et une autre en anglais en 1951,,. Le magazine contenait des nouvelles, des histoires, des poèmes, des photographies & illustrations (représentant essentiellement des évocations masculines) mais aussi des rapports de recherche scientifique. Bien que les publications suisses étaient sujettes à la censure durant la période d'activité du magazine, les éditeurs de Der Kreis ont réussi à éviter la censure de « textes provocants », car les censeurs ne pouvaient les lire en anglais. En gros, le magazine contenait très peu de contenu scabreux car Meier souhaitait promouvoir « une vision noble de l'homosexualité » qui valorise l'amitié par rapport au sexe.
La direction de la revue a commencé à décliner dans les années 1960, car les jeunes lecteurs avaient tendance à acheter plus de publications scandinaves qui présentaient des photos de nu et de la pornographie. Le dernier numéro a été publié en 1967.

### Der Kreis-Club
Les éditeurs de Der Kreis ont formé en 1949 une société appelée Der Kreis Club à laquelle tous les lecteurs étaient invités à adhérer. Le club a tenu des réunions hebdomadaires à Zurich où les lecteurs se réunissaient pour rencontrer d'autres hommes, discuter des affaires courantes et écouter les conférences organisées par le club; de petites réunions pour les lecteurs français ont également eu lieu à Paris. Un bal international qui attirait des centaines de gays de toute l'Europe a été organisé par Der Kreis-Club chaque année à Zurich,. Le club a été dissous en 1967, lorsque le magazine a cessé de paraître.

## Impact et influence
Durant l'après-guerre, Der Kreis a exercé une forte influence sur le mouvement homosexuel en Europe et même en Amérique du Nord. Pour les lecteurs, le magazine apportait un soutien durant cette période difficile. Il a servi de modèle pour des magazines et des organismes similaires en Suisse (l'Isola-Klub, à Bâle), Allemagne (la camaraderie die Runde à Reutlingen e 1950), France (la revue Arcadie en 1954), les Pays-Bas (Cultuur- en Ontspannings Centrum), Danemark (Kredsen en 1948) et aux États-Unis (Mattachine Society). Grâce à l'évolution de la législation dans les différents pays vers plus de liberté éditoriale, ces nouveaux magazines se sont éloignés des idéaux de Der Kreis, ce qui a conduit directement à sa disparition.
Dans le livre de Hubert Kennedy, The Ideal Gay Man, qui raconte l'histoire de Der Kreis, Kennedy décrit le magazine comme ayant été « le plus important magazine promouvant les droits légaux et sociaux des hommes gays au monde » pour la majorité de sa période de publication et un des rares magazines de ce type à l'époque. De plus, il demeure la seule publication incluant du contenu éditorial en trois langues.

### Dans la culture
Deux expositions ont été réalisées sur Der Kreis :
- 1999, Schwules Museum, Berlin ;
- 2000, Musée national suisse, Zurich.

L'héritage de Charles Welti — dans lequel on retrouve des documents importants contraires à la politique de confidentialité de Der Kreis — a été réorganisé par d'anciens abonnés et transmis aux archives homosexuelles aux Archives sociales suisses à Zurich.
Le Cercle, réalisé par le réalisateur suisse Stefan Haupt et porté par le producteur Ivan Madeo depuis 2012, a été présenté en février 2014 à Berlin. Cette docufiction suisse, mêlant scènes reconstituées, séquences historiques des années 1950 et témoignages, a remporté le Teddy Award et le Panorama Audience Award dans la catégorie des documentaires à la Berlinale 2014.